# 5-й окремий полк зв'язку (Україна)
5-й окремий полк зв'язку (5 ОПЗ, в/ч А2995) — підрозділ військ зв'язку в складі ОК Північ Сухопутних військ України.

## Історія
Полк зв'язку був сформований під час АТО, але вже встиг відзначитися в зоні бойових дій. Влітку 2016 року полк виконував завдання на території Донецької та Луганської областей. Під час виконання бойових завдань кращих військовослужбовців було нагороджено державними нагородами та відзнаками.
5 травня особовий склад 5-го окремого полку зв'язку відзначає День військової частини.

## Структура
- батальйон зв'язку 1
- батальйон зв'язку 2
- радіорелейний батальйон
- рота матеріального забезпечення
- ремонтна рота
- батальйон мобільних вузлів зв'язку

## Командування
- Командир частини — полковник Ігор Напольський
- начальник штабу — підполковник Кравченко.

## Символіка
На емблемі старого зразка серед іншого присутній історичний герб Чернігівського полку XVIII ст., що від 1992 р. уживається як міський герб Чернігова.